# دانيال بي. لوكاس
دانيال بي. لوكاس (بالإنجليزية: Daniel B. Lucas) هو محامي وقاضي وجندي وشاعر وسياسي أمريكي، ولد في 16 مارس 1836 في تشارلز تاون في الولايات المتحدة، وتوفي بنفس المكان في 24 يونيو 1909. حزبياً، نشط في الحزب الديمقراطي.